# Concord Music Group
Concord Music Group é uma empresa de música independente localizada em Beverly Hills, Califórnia, com distribuição mundial (inclusive nos EUA) pela Universal Music Group. A companhia é especializada em gravações (Concord Records, Fantasy Records, Rounder Records, Telarc Records, Loma Vista Recordings) e publicação de músicas (Boosey & Hawkes, Imagem).
O catálogo da Concord consiste em mais de 12,000 álbuns e 390,000 composições. Concord possui 267 álbuns vencedores do Grammy, e 388 títulos foram certificados pela RIAA.

## História
A empresa foi fundada em 1973 em Concord, Califórnia por Carl Jefferson, um vendedor de carros e entusiasta de jazz. Jefferson produziu a primeira gravação da Concord Jazz pelos guitarristas Herb Ellis e Joe Pass. Ele nomeou a gravadora após o Concord Jazz Festival, onde ele organizou alguns anos antes. Jefferson vendeu a Concord para a Alliance Entertainment em 1994 e morreu no ano seguinte. Em 1999, o produtor de cinema e televisão Norman Lear e o executivo Hal Gaba compraram a empresa. Em 2002, a empresa mudou sua sede para Beverly Hills, Califórnia.
Em 2004, a Concord Records adquiriu a Fantasy, Inc., dona das gravadoras Prestige, Fantasy, Milestone, Riverside, e Specialty, e o catálogo da Stax Records pós-Atlantic Records. Concord então combinou Fantasy para formar a independente Concord Music Group. Concord se juntou à Starbucks para lançar o álbum Genius Loves Company de Ray Charles, que ganhou oito Grammys, incluindo Álbum do Ano. Em 2005, Concord comprou a Telarc.  Em 18 de Dezembro de 2006, Concord anunciou o re-lançamento da gravadora de soul Stax; direitos do nome eram previamente da Fantasy. Novos contratos incluíam Isaac Hayes e Angie Stone.
Em 12 de Março de 2007, Concord Music Group e Starbucks juntamente fundaram a Hear Music. O álbum Memory Almost Full de Paul McCartney foi lançado em Junho de 2007. Hear Music lançou álbuns de Joni Mitchell, James Taylor, e John Mellencamp.
Em 2008, a Village Roadshow Pictures Group (VRPG) e a Concord completaram sua fusão, resultando na criação de um novo diversificado grupo de entretenimento, a Village Roadshow Entertainment Group. Em Abril de 2010, foi anunciado que Paul McCartney transferiu os direitos de distribuição de seus álbuns pós-Beatles da EMI para a Concord.
Concord comprou a Rounder Records em 2010. A distribuição é mantida principalmente pela Universal Music Group. Em mercados menores, como na África e no Leste Europeu, gravadoras independentes locais que representam a Universal licenciam o catálogo. Em 2012, Concord Music Group designou quatro distintas unidades operacionais: Fantasy Label Group (Hear Music, Stax, Fantasy), Rounder Label Group, Concord-Telarc Label Group (Concord Jazz/Heads-Up/Telarc) e Prestige Group.
Esperanza Spalding foi honrada com um Grammy de Melhor Artista Novo in 2011, um primeiro para a Concord. Os artistas da Concord Music Group ganharam 8 Grammy Awards na cerimônia de prêmios de 2013, muitos de qualquer gravadora.
Em 25 de Março de 2013, Wood Creek Capital Management, uma afiliada do MassMutual Financial Group, comprou a Concord Music Group da Village Roadshow Entertainment Group. Em 31 de Outubro de 2013, The Bicycle Music Company adquiriu o catálogo anterior da Wind-up Records incluindo as gravações de mais de 1,600 músicas incluindo álbuns de Creed, Evanescence, Seether e Alter Bridge. The Bicycle Music Company então fechou um acordo de serviços com a empresa irmã Concord Music Group para comercializar o catálogo anterior da Wind-up Records para varejistas e consumidores.
Em 1 de julho de 2014, a gravadora de Tom Whalley, Loma Vista Recordings (lar de artistas como St. Vincent, Little Dragon, Spoon, Cut Copy, Marilyn Manson, Ghost, e a trilha sonora de Django Unchained, nomeada ao Grammy, entre outros) assinou uma de parceria estratégica mundial com a Concord Music Group. Nos termos do acordo, Concord fornece fundos para relações de novos talentos e desenvolvimento de artistas, tal qual fornecer serviços para a Loma Vista. Em 8 de Julho de 2014, Concord Music Group anunciou a aquisição do catálogo da Vee-Jay Records incluindo mais de 5,000 gravações de Little Richard, John Lee Hooker, Betty Everett, Jimmy Reed, Jerry Butler, The Staple Singers, Gene Chandler, e os Dells, além de muitos outros.
Em 1 de abril de 2015, Concord Music Group anunciou que havia adquirido a Vanguard Records e a Sugar Hill Records da Welk Music Group. Simultaneamente, também foi anunciado que a Concord Music Group se fundiu à Bicycle Music Company, uma editora musical independente, gravadora, e gerente de direitos para formar a completamente integrada companhia de música gravada e publicação Concord Bicycle Music. Concord Music e Bicycle Music irão operar como divisões individuais dentro da Concord Bicycle Music, com a Concord Music Group sendo principalmente responsável por atividades de música gravada e Bicycle supervisionando publicação e gerenciamento. Em Maio de 2015, Concord Bicycle Music adquiriu a Fearless Records e o restante da Wind-Up Records, o catálogo anterior da última havia sido adquirido pela The Bicycle Music Company em Outubro de 2013. A aquisição da Fearless também incluiu a editora Fearmore Music Publishing, junto com a operação de mercado interno da empresa.
Em Setembro de 2015, a Concord adquiriu uma participação significante na Razor & Tie, o que inclui as gravadoras Razor & Tie e Washington Square, uma editora musical, e a franquia Kidz Bop. Artistas da Razor & Tie incluem The Pretty Reckless, All That Remains, Red Sun Rising e Starset. Em Dezembro de 2015, a banda americana de rock R.E.M. assinou um contrato de distribuição plurianual com a Concord, que cobre seus álbuns lançados pela Warner Bros. Records.
Em 2 de Junho 2017, Concord adquiriu a editora musical Imagem por 500 milhões de dólares. Este acordo incluiu os direitos de canções por Daft Punk, Phil Collins, Pink Floyd, Mark Ronson, Boosey & Hawkes, e Rodgers & Hammerstein. Em Julho de 2017, Concord adquiriu os catálogos anteriores de muitos ex-artistas da Warner Music Group, incluindo Jewel, as Violent Femmes, Taking Back Sunday, e Sérgio Mendes. Concord também adquiriu parte do catálogo anterior da Victory Records.
Em Setembro de 2017, Concord adquiriu a Savoy Records. O acordo do catálogo trouxe mais de 3,000 gravações originais para a empresa. Savoy foi fundada em 1942 e gravou discos de Charlie Parker, Miles Davis, Dizzy Gillespie, John Coltrane e Dexter Gordon.
Em 1 de Fevereiro de 2018, Concord adquiriu a Tams-Witmark Music Library, que licencia scripts e pontuações de musicais da Broadway para teatros profissionais e amadores. Das propriedades da Tams-Witmark estão Kiss Me, Kate; My Fair Lady; Gypsy; Bye Bye Birdie; Hello, Dolly!; Cabaret; Man of La Mancha e A Chorus Line. Em Fevereiro de 2018, Concord adquiriu a gravadora de trilha sonora e música clássica Varèse Sarabande. Em 27 de Julho de 2018, Concord adquiriu a gravadora latina Fania. Em Agosto de 2018, Concord adquiriu o catálogo da gravadora britânica Independiente. Em Dezembro de 2018, Concord adquiriu a editora teatral Samuel French, Inc.

## Catálogo
A lista ativa da Concord Music inclui James Taylor, Chick Corea, Alison Krauss, Ben Harper, Esperanza Spalding, Christian Scott, Arturo Sandoval, Booker T. Jones, Kenny G, George Benson, Steve Martin, Alejandro Escovedo e AFI.  The company's master catalog recordings includes John Coltrane, John Fogerty, Frank Sinatra, Creedence Clearwater Revival, Ray Charles, Miles Davis, Little Richard, Otis Redding, Thelonious Monk, Isaac Hayes, Ella Fitzgerald, Tony Bennett and Albert King.
O catálogo de publicação da Concord inclui George Harrison, Mark Ronson, Daft Punk, Dolly Parton, Robert Johnson, Igor Stravinsky, Pink Floyd, Andrew Lloyd Webber, Nine Inch Nails, Social Distortion, e Kaiser Chiefs.
Suas editoras musicais incluem Rodgers & Hammerstein, Harrisongs, the Tams-Witmark Music Library, Boosey & Hawkes, Imagem, the Bicycle Music Company, e Fania Records.

## Selos

### Ativos
- Concord Records
- Concord Jazz
- Fearless Records
- Rounder Records
- Stax Records
- Craft Recordings (gravadora de reedições)
- Fantasy Records
- Loma Vista Recordings
- Kidz Bop

### Extintos/Inativos
- Feinery Records
- Flying Fish Records
- Galaxy Records
- Bandit Records
- HighTone Records
- Kicking Mule Records
- Playboy Jazz Records
- Reality Records
- Rockingale Records
- The Jazz Alliance Records
- Vee-Jay Records
- Volt Records
- Concord Picante
- Hear Music
- Monterey Jazz Festival Records
- Peak Records
- Specialty Records
- Telarc International Corporation
- Heads Up International
- Concord Concerto
- Stretch Records
- Sugar Hill Records
- Takoma Records
- The Bicycle Music Company
- Vanguard Records
- Wind-Up Records
- Contemporary Records
- Debut Records
- Good Time Jazz Records
- Milestone Records
- Original Blues Classics
- Original Jazz Classics
- Pablo Records
- Prestige Records
- Riverside Records
- Fania Records
- Independiente
- Delicious Vinyl